# Mistrzostwa Ameryki i Pacyfiku w Saneczkarstwie 2012
1. Mistrzostwa Ameryki i Pacyfiku w Saneczkarstwie 2012 odbyły się w dniach 16 – 17 grudnia 2011 roku w Calgary, w Kanadzie. Zawody odbyły się w ramach Pucharu Świata w sezonie 2011/2012. Zawodnicy rywalizowali w trzech konkurencjach: jedynkach kobiet, jedynkach mężczyzn, dwójkach mężczyzn.

## Terminarz i medaliści
| Data            | Miejscowość | Konkurencja      | Złoto                                                  | Srebro                               | Brąz                                                 |
| --------------- | ----------- | ---------------- | ------------------------------------------------------ | ------------------------------------ | ---------------------------------------------------- |
| 16 grudnia 2011 | Calgary     | Jedynki kobiet   | Alex Gough                                             | Kimberley McRae                      | Dayna Clay                                           |
| 17 grudnia 2011 | Calgary     | Jedynki mężczyzn | Samuel Edney                                           | Isaac Underwood                      | Bruno Banani                                         |
| 17 lutego 2011  | Calgary     | Dwójki mężczyzn  | Stany Zjednoczone Matthew Mortensen · Preston Griffall | Kanada Tristan Walker · Justin Snith | Stany Zjednoczone Christian Niccum · Jayson Terdiman |

## Wyniki

### Jedynki kobiet
- Data / Początek: 16 grudnia 2011

| Medal | Zawodniczka     | Narodowość        | 1. zjazd | 2. zjazd | Czas | Strata  |
| ----- | --------------- | ----------------- | -------- | -------- | ---- | ------- |
|       | Alex Cough      | Kanada            |          |          |      | –       |
|       | Kimberley McRae | Kanada            |          |          |      | +1.297  |
|       | Dayna Clay      | Kanada            |          |          |      | +1.438  |
| 4.    | Emily Sweeney   | Stany Zjednoczone |          |          |      | +1.620  |
| 5.    | Erin Hamlin     | Stany Zjednoczone |          |          |      | +3.081  |
| 6.    | Ashley Walden   | Stany Zjednoczone |          |          |      | +4.338  |
| 7.    | Kate Hansen     | Stany Zjednoczone |          |          |      | +10.423 |
| 8.    | Arianne Jones   | Kanada            |          |          |      | +55.477 |

### Jedynki mężczyzn
- Data / Początek: 17 grudnia 2011

| Medal | Zawodnik        | Narodowość        | 1. zjazd | 2. zjazd | Czas | Strata |
| ----- | --------------- | ----------------- | -------- | -------- | ---- | ------ |
|       | Samuel Edney    | Kanada            |          |          |      | –      |
|       | Isaac Underwood | Stany Zjednoczone |          |          |      | +2.309 |
|       | Bruno Banani    | Tonga             |          |          |      | +2.431 |
| 4.    | Taylor Morris   | Stany Zjednoczone |          |          |      | +2.477 |
| 5.    | Trent Matheson  | Stany Zjednoczone |          |          |      | +2.783 |

### Dwójki mężczyzn
- Data / Początek: 17 grudnia 2011

| Medal | Zawodnik                           | Narodowość        | 1. zjazd | 2. zjazd | Czas | Strata |
| ----- | ---------------------------------- | ----------------- | -------- | -------- | ---- | ------ |
|       | Matthew Mortensen Preston Griffall | Stany Zjednoczone |          |          |      | –      |
|       | Tristan Walker Justin Snith        | Kanada            |          |          |      | +0.005 |
|       | Christian Niccum Jayson Terdiman   | Stany Zjednoczone |          |          |      | +0.191 |
| 4.    | Jake Hyrns Andrew Sherk            | Stany Zjednoczone |          |          |      | +0.828 |

## Klasyfikacja medalowa
| Miejsce | Państwo           |   |   |   | Razem |
| ------- | ----------------- | - | - | - | ----- |
| 1.      | Kanada            | 2 | 2 | 1 | 5     |
| 2.      | Stany Zjednoczone | 1 | 1 | 1 | 3     |
| 3.      | Tonga             | 0 | 0 | 1 | 1     |